# José Antonio Rodríguez Romero
José Antonio Rodríguez Romero (4 de julio de 1992; Guadalajara, Jalisco, México) es un futbolista mexicano que juega como portero en el Club Tijuana de la Liga MX.

## Trayectoria

### Inicios
Se integró a las fuerzas básicas del Club Deportivo Guadalajara, en el año 2005, donde jugó en fuerzas inferiores así como jugando con los equipos Sub-15, Sub-17, Sub-20 así como Chivas Rayadas, equipo de la Segunda División de México.

### Tiburones Rojos de Veracruz
Al finalizar el Clausura 2011, En junio de 2011 Chivas decidió mandarlo al Ascenso MX, para adquirir experiencia, fue anunciado su traspaso a los Tiburones Rojos de Veracruz en calidad de préstamo sin opción a compra por 1 año, donde se le dio el dorsal 1.
Debutó como profesional, el 30 de julio de 2011, en la Fecha 1 del Torneo Apertura 2011 del Ascenso MX con los Tiburones Rojos de Veracruz, donde fue titular indiscutible, y tuvo excelente actuaciones.
Tras un buen año con los Tiburones Rojos, en diciembre de 2012, Veracruz anunció negociaciones con Chivas con el objetivo de comprar sus derechos federativos y el Portero pudiera quedarse con el equipo, sin embargo Chivas decidió no poner opción a compra.

### Club Deportivo Guadalajara
El 10 de diciembre de 2012 Chivas no cedió la compra a Veracruz, donde se oficializó su regresó convirtiéndose en el primer refuerzo de cara al Clausura 2013.
El 5 de abril de 2013 hace su debut en Primera División con el Club Deportivo Guadalajara contra los Jaguares de Chiapas. 
Tras la salida de Luis Michel del equipo, Rodríguez se convierte en el arquero titular del Rebaño en todo el Clausura 2014. En el Apertura 2014, pesé al regreso de Luis Michel, se convirtió  en el titular del equipo donde tuvo buenas actuaciones.
Hasta la Jornada 1 del Clausura 2015 Rodríguez fue titular con Chivas hasta que el entonces director técnico José Manuel de la Torre lo relego a la banca por su compañero Luis Michel por el resto del torneo, el arquero solo vio actividad en la Copa MX torneo en el cual fue subcampeón contra Puebla.
Regreso a la titularidad durante todo él Apertura 2015, bajo el mando José Manuel de la Torre y Matías Almeyda ese mismo semestre logró ser campeón de Copa MX como suplente.
Al iniciar el torneo Clausura 2016 se convirtió en el titular pero entre una lesión y un error notable contra el León en la jornada 6 del torneo, el director técnico Matias Almeyda lo relego a la banca, siendo reemplazado por Rodolfo Cota donde terminó viendo actividad nuevamente en Copa MX donde él equipo no pudo pasar de fase de grupos.

### Club León
El 12 de diciembre de 2016, se hace oficial el fichaje de Toño Rodríguez al Club León en calidad de Préstamo por 1 año con opción a compra, entrando como moneda de cambio por la compra de Rodolfo Pizarro de Grupo Pachuca, siendo el segundo refuerzo de los Panzas Verdes de cara al Clausura 2017.

### Club Tijuana
En el Draft Apertura 2017, se confirma su llegada al Club Tijuana, en calidad de Préstamo, por 6 meses con opción a compra.
El 24 de octubre de 2017, fue factor en el partido de la Copa MX al atajar los penales ante el Monarcas Morelia, donde pasaron a los Cuartos de Final, convirtiéndose en la figura de los Xolos.

### Club Deportivo Guadalajara (2ª Etapa)
El 6 de diciembre de 2017, se oficializa su regreso a Chivas tras finalizar su préstamo con el Club Tijuana, convirtiéndose en el tercer refuerzo de cara al Clausura 2018. Donde únicamente tuvo actividad con el equipo Sub-20 y el equipo de Tercera División, además de que no entró en planes de Matías Almeyda para este torneo y relegado como cuarto portero de Chivas detrás de Rodolfo Cota, Miguel Jiménez y Antonio Torres.

### Lobos BUAP
El 5 de junio de 2018, se oficializa su traspaso al Lobos BUAP de cara al Apertura 2018, en calidad de Préstamo por 1 año con opción a compra. Debuta con los Lobos el 22 de julio de 2018, en la derrota 2-1 ante Santos Laguna.
Al finalizar el Clausura 2019, Toño Rodríguez engalanó el Top 10, de los arqueros con mayores atajadas del torneo. El 16 de mayo de 2019, su contrato venció con Chivas y fue declarado jugador libre.

### Club Deportivo Guadalajara (3ª Etapa)
El 5 de junio de 2019, se oficializó su regresó a Chivas, convirtiéndose en el primer refuerzo de cara al Apertura 2019, por petición del técnico Tomás Boy. Debuta en su tercera etapa como rojiblanco el 21 de julio de 2019, en la derrota de 3-0 ante el Santos Laguna. El 23 de noviembre de 2019, anotó su primer gol ante los Tiburones Rojos tras realizar un despeje largo desde su propia portería.

### Querétaro Fútbol Club
El 23 de diciembre de 2021, se hace oficial el fichaje de Toño al Querétaro Fútbol Club en calidad de préstamo por 1 año con opción a compra.

## Selección nacional

### Sub-17
Fue el arquero titular de la selección mexicana que disputó el Mundial Sub-17 de 2009, llegando a octavos de final, teniendo como recuerdo aquel autogol marcado con la mano a la hora de despejar, ocurrido en el partido de la fase de grupos frente a la selección de Suiza. Fue el arquero sustituto de la selección que disputaría el Campeonato Sub-20 de la Concacaf de 2011.

### Sub-20
Llegó al Mundial Sub-20 de 2011 en Colombia como arquero sustituto, pero fue titular desde el segundo partido hasta las semifinales, ya que el arquero titular Carlos López Rubio sufrió una fractura en el dedo meñique. En cuartos de final, frente a la selección anfitriona, se equivocó al no poder controlar un disparo de Duván Zapata, entrando el esférico por debajo de las piernas.
En la tanda de penales contra Camerún, no recibió ninguna anotación, parando uno y los demás desviados. En todo el torneo recibió 5 goles solamente, teniendo intervenciones muy atinadas.

### Sub-22
Fue convocado con la selección para los Juegos Panamericanos de Guadalajara 2011, siendo el arquero sustituto. Obtuvo la Medalla de oro.

### Sub-23
Fue convocado para disputar el torneo preolímpico con la selección Sub-23 de México en Estados Unidos, siendo también sustituto, pero jugando la final contra la selección de fútbol de Honduras. Obtuvo el pase a los Juegos Olímpicos de Londres 2012.
Fue convocado para disputar con la selección sub 23 el Torneo Esperanzas de Toulon de 2012 junto con Liborio Sánchez. Pero las malas actuaciones de este último en los primeros partidos, lo llevó a jugar los restantes, incluyendo la Semifinal y Final resultando campeón.
Fue incluido en la lista final de 18 jugadores que representaron a México en los Juegos Olímpicos de Londres 2012, aunque el guardameta titular fue José de Jesús Corona del Cruz Azul. Obtuvo la Medalla de oro.

### Selección absoluta
| Club               | País   | PJ | Periodo         |
| ------------------ | ------ | -- | --------------- |
| Selección Mexicana | México | 1  | 2023 - Presente |

El 4 de marzo de 2023, gracias a sus buenas actuaciones con el Tijuana fue convocado por Diego Cocca, para los partidos de la Liga de Naciones de la Concacaf contra Surinam y Jamaica, pero no tuvo minutos de juego. El 12 de abril del 2023, fue nuevamente convocado para el partido amistoso contra Estados Unidos.

### Participaciones en selección nacional
| Copa                                    | Categoría          | Sede                  | Resultado        |
| --------------------------------------- | ------------------ | --------------------- | ---------------- |
| Mundial Sub-17 de 2009                  | Sub-17             | Nigeria               | Octavos de final |
| Mundial Sub-20 de 2011                  | Sub-20             | Colombia              | Tercer lugar     |
| Juegos Panamericanos 2011               | Sub-22             | México                | Medalla de oro   |
| Torneo Esperanzas de 2012               | Sub-22             | Francia               | Campeón          |
| Juegos Olímpicos de 2012                | Sub-23             | Reino Unido           | Medalla de oro   |
| Liga de Naciones de la Concacaf 2022-23 | Selección Mexicana | Estados Unidos        | Tercer lugar     |
| Copa de Oro de la Concacaf 2023         | Selección Mexicana | Estados Unidos Canadá | Campeón          |

## Palmarés

### Campeonatos nacionales
| Título       | Club        | País           | Año  |
| ------------ | ----------- | -------------- | ---- |
| Copa MX      | Guadalajara | México         | 2015 |
| Supercopa MX | Guadalajara | Estados Unidos | 2016 |

### Campeonatos internacionales
| Título                           | Equipo                        | Sede                   | Año  |
| -------------------------------- | ----------------------------- | ---------------------- | ---- |
| Campeonato Sub-20 de la Concacaf | Selección Sub-20              | Guatemala              | 2011 |
| Juegos Panamericanos             | Selección Sub-22              | México                 | 2011 |
| Preolímpico de Concacaf          | Selección Sub-22              | Estados Unidos         | 2012 |
| Torneo Esperanzas de Toulon      | Selección Sub-22              | Francia                | 2012 |
| Juegos Olímpicos                 | Selección Sub-23              | Londres                | 2012 |
| Liga de Campeones                | Guadalajara                   | México                 | 2018 |
| Copa de Oro de la Concacaf       | Selección de fútbol de México | Estados Unidos- Canadá | 2023 |